# 小谷静香
小谷 静香（こたに しずか、1988年 - ）は、日本の女性タレント、キャスター。
動画配信サイト「第2日本テレビ」の元専属女子アナ。報道番組「Oha!4 NEWS LIVE」（月－金曜午前4時放送）に出演していた。現在の所属は華団株式会社。

## 人物
東京都立国分寺高等学校を経て立教大学卒業。
2006年8月、VODネット放送「第2日本テレビ」が開催した、史上初のインターネット専属のアナウンサー募集となる「第2日本テレビ女性アナウンサー オーディション」で、最終選考に残った8名の候補者（女子大学生限定）の中から選ばれる。
2007年4月、ウェザーニュースお天気キャスター第6期生オーディション（関東地区）に自ら応募していたが、視聴者投票の結果、落選となった。
2009年4月19日、JCOM東京のHometown 府中･小金井･国分寺の新ホームタウンファミリーとしてレギュラー出演。